# شركة هندسة المياه والتربة
شركة هندسة المياه والتربة هي شركة حكومية وطنية إيرانية تدير بناء البنية التحتية للنقل وبرامج نقل المياه. لقد تم خصخصته جزئيا. بدأت في عام 1990.    وهي جزء من مؤسسة الخدمات الزراعية الوطنية التابعة لوزارة الزراعة والجهاد ووزارة الطاقة.

## المشاريع التابعة
- بوروجن، إمدادات المياه بن
- نقل المياه إلى الهضبة الإيرانية الوسطى
- مترو اصفهان